# Coupe de France 1995/96
Het seizoen 1995/96 was het 79e seizoen van de Coupe de France in het voetbal. Het toernooi werd georganiseerd door de Franse voetbalbond.
Dit seizoen namen er 5874 clubs deel. De competitie ging in de zomer van 1995 van start en eindigde op 4 mei 1996 met de finale in het Parc des Princes in Parijs. De finale werd gespeeld tussen Association de la Jeunesse Auxerroise en Olympique Nîmes (beide clubs stonden voor de derde keer in de finale). AJ Auxerre veroverde voor de tweede keer de beker door Olympique Nîmes met 2-1 te verslaan.
AJ Auxerre behaalde als tiende club de dubbel (landstitel en beker) in het Franse voetbal. Als landskampioen vertegenwoordigde AJ Auxerre Frankrijk in de Champions League, als bekerfinalist nam Olympique Nîmes de plaats in de Europacup II 1996/97 in.

## Uitslagen

### 1/32 finale
De 20 clubs van de Division 1 kwamen in deze ronde voor het eerst in actie. De wedstrijden werden op 13 en 14 en 20 januari gespeeld.
 * = thuis; ** vijf wedstrijden werden op neutraal terrein gespeeld. 
| Winnaar               | Uitslag      | Verliezer               |
| --------------------- | ------------ | ----------------------- |
| AJ Auxerre            | 1-0          | Olympique Lyon *        |
| Olympique Nîmes *     | 3-1          | AS Saint-Priest         |
| Olympique Marseille   | 2-0          | US Marseille Endoume *  |
| Montpellier HSC       | 2-1          | ES Vallée-de-l’Eure **  |
| ASOA Valence *        | 2-1          | FC Gueugnon             |
| RC Strasbourg         | 2-1 nv       | US Valenciennes-Anzin * |
| Lille OSC             | 1-0          | FC Saint-Leu *          |
| SM Caen *             | 3-2 nv       | Amiens SC               |
| Paris Saint-Germain * | 3-1          | LB Châteauroux          |
| CS Cheminots Thouars  | 2-0          | Nozay Omnisports *      |
| CS Blénod *           | 1-0          | SC Bastia               |
| Sporting Toulon Var   | 2-1          | Pau FC                  |
| Stade Laval *         | 4-1          | Stade Poitiers          |
| Chamois Niort FC *    | 2-2 ns (7-6) | EA Guingamp             |
| AS Monaco *           | 1-0 nv       | RC Lens                 |
| FC Sochaux            | 3-1 nv       | USL Dunkerque *         |

| Winnaar                    | Uitslag      | Verliezer                      |
| -------------------------- | ------------ | ------------------------------ |
| Le Mans UC *               | 1-0          | US Créteil                     |
| AS Saint-Étienne *         | 5-0          | FC Saintes                     |
| Garde Saint-Ivy Pontivy ** | 2-0          | FC Trélissac                   |
| FC Istres                  | 1-0          | Toulouse Fontaines Club *      |
| Cercle Dijon               | 4-1          | SG Marienau **                 |
| AS Poissy                  | 1-0          | US Raon *                      |
| AS Nancy                   | 2-1          | Stade Rennes *                 |
| FC Metz                    | 3-1          | US Charnay **                  |
| Angers SCO                 | 3-1          | FC Saint-Lô Manche *           |
| FC Martigues               | 3-1          | US La Fléche *                 |
| Le Havre AC                | 3-0          | AS Salbris **                  |
| Girondins Bordeaux         | 4-1          | FC Pont-de-Roide Vermondans ** |
| OGC Nice                   | 1-1 ns (4-3) | Stade Brest *                  |
| FC Mulhouse *              | 3-2 nv       | FCSR Haguenau                  |
| FC Nantes                  | 7-1          | Olympique Saint-Quentin *      |
| AS Cannes *                | 5-1          | FC Perpignan                   |

### 1/16 finale
De wedstrijden werden op 2, 3 en 14 februari gespeeld.
 * = thuis; ** Marseille-Pontivy in Rennes. 
| Winnaar             | Uitslag      | Verliezer                  |
| ------------------- | ------------ | -------------------------- |
| AJ Auxerre          | 2-0          | Le Mans UC *               |
| Olympique Nîmes *   | 3-1          | AS Saint-Étienne           |
| Olympique Marseille | 2-0          | Garde Saint-Ivy Pontivy ** |
| Montpellier HSC *   | 2-1          | FC Istres                  |
| ASOA Valence *      | 3-0          | Cercle Dijon               |
| RC Strasbourg       | 0-0 ns (4-2) | AS Poissy *                |
| Lille OSC           | 0-0 ns (4-2) | AS Nancy *                 |
| SM Caen             | 1-0          | FC Metz *                  |

| Winnaar                | Uitslag      | Verliezer          |
| ---------------------- | ------------ | ------------------ |
| Paris Saint-Germain *  | 2-0          | Angers SCO         |
| CS Cheminots Thouars * | 1-0 nv       | FC Martigues       |
| CS Blénod *            | 1-1 ns (4-3) | Le Havre AC        |
| Sporting Toulon Var *  | 3-2 nv       | Girondins Bordeaux |
| Stade Laval            | 1-0 nv       | OGC Nice *         |
| Chamois Niort FC *     | 1-1 ns (4-2) | FC Mulhouse        |
| AS Monaco              | 2-2 ns (5-4) | FC Nantes *        |
| FC Sochaux             | 1-0          | AS Cannes *        |

### 1/8 finale
De wedstrijden werden op 18 en 21 februari en 8 maart gespeeld.
 * = thuis 
| Winnaar             | Uitslag      | Verliezer              |
| ------------------- | ------------ | ---------------------- |
| AJ Auxerre *        | 3-1          | Paris Saint-Germain    |
| Olympique Nîmes     | 2-0          | CS Cheminots Thouars * |
| Olympique Marseille | 2-0          | CS Blénod *            |
| Montpellier HSC     | 1-1 ns (4-1) | Sporting Toulon Var *  |

| Winnaar        | Uitslag      | Verliezer          |
| -------------- | ------------ | ------------------ |
| ASOA Valence * | 1-0          | Stade Laval        |
| RC Strasbourg  | 1-0          | Chamois Niort FC * |
| Lille OSC *    | 1-1 ns (5-4) | AS Monaco          |
| SM Caen *      | 5-0          | FC Sochaux         |

### Kwartfinale
De wedstrijden werden op 16 en 17 maart gespeeld.
 * = thuis 
| Winnaar               | Uitslag | Verliezer      |
| --------------------- | ------- | -------------- |
| AJ Auxerre            | 2-0     | ASOA Valence * |
| Olympique Nîmes *     | 3-2 nv  | RC Strasbourg  |
| Olympique Marseille * | 1-0     | Lille OSC      |
| Montpellier HSC *     | 1-0     | SM Caen        |

### Halve finale
De wedstrijden werden op 13 (Auxerre-Marseille) en 14 april (Nîmes-Montpellier) gespeeld.
 * = thuis 
| Winnaar           | Uitslag      | Verliezer             |
| ----------------- | ------------ | --------------------- |
| AJ Auxerre        | 1-1 ns (3-1) | Olympique Marseille * |
| Olympique Nîmes * | 1-0          | Montpellier HSC       |

### Finale
|            |                                        |       |                 |                                                                              |
| 4 mei 1996 | AJ Auxerre                             | 2 – 1 | Olympique Nîmes | Parc des Princes, Parijs Toeschouwers: 44.921 Scheidsrechter: Bernard Saules |
| 4 mei 1996 | Laurent Blanc 53' Lilian Laslandes 88' |       | 48' Omar Belbey | Parc des Princes, Parijs Toeschouwers: 44.921 Scheidsrechter: Bernard Saules |